# Journal of International Economics
Das Journal of International Economics ist eine wirtschaftswissenschaftliche Fachzeitschrift, deren Schwerpunkt die internationale Ökonomik ist und die vom niederländischen Verlag Elsevier mit zwei Ausgaben pro Trimester herausgegeben wird. Das Journal of International Economics gehört zu den renommiertesten akademischen Fachzeitschriften der Wirtschaftswissenschaften.

## Geschichte
Das Journal of International Economics wurde erstmals 1971 durch North-Holland Publishing Co. herausgegeben, wobei Jagdish Bhagwati (MIT) Chefredakteur und John S. Chipman (University of Minnesota) sowie Harry Gordon Johnson (University of Chicago) Co-Redakteure waren. Ziel der Gründung der Zeitschrift war es das Journal of International Economics zur wichtigsten Publikationskanal für Forschung im Bereich der internationalen Ökonomik zu machen. Von seiner Gründung bis 1982 erschien die Zeitschrift zunächst mit vier Ausgaben in einem jährlich erscheinenden Band, von 1982 bis 2001 mit zwei Ausgaben in einem halbjährlich erscheinenden Band und seit 2001 mit zwei Ausgaben in einem Band, der jedes Trimester herausgegeben wird.

## Inhalte
Das Journal of International Economics ist dazu gedacht als Plattform für die Publikation theoretischer und empirischer Forschung in allen Gebieten der internationalen Ökonomik zu dienen. Diese beinhalten unter anderem die Struktur des internationalen Handels, Handelspolitik, internationale Institutionen, Wechselkurse, die Makroökonomie offener Volkswirtschaften, internationale Finanzwissenschaft sowie internationale Faktormobilität. Das Journal of International Economics ermutigt insbesondere die Einsendung von Artikeln, die empirischer Natur sind oder sich mit Themen der Makroökonomie offener Volkswirtschaft und internationaler Finanzwissenschaft beschäftigen.
Theoretische Arbeiten, die eingesandt werden, sollten in originell in ihrer Motivation und Modellstruktur sein. Empirische Analyse sollte ein theoretisches Rahmenwerk zur Grundlage haben und reproduzierbar sein. Es wird erwartet, dass alle für die Replikation erforderlichen Materialien (z. B. Computerprogramme oder Datensätze) auf Anfrage an die Autoren hin verfügbar sind.

## Redaktion
Die Redaktion des Journal of International Economics besteht aus den zwei Chefredakteuren Charles Engel (University of Wisconsin–Madison) und Robert Staiger (University of Wisconsin-Madison), neun Co-Redakteuren, einem literarischen Rezensenten und 43 Associate Editors.

## Rezeption
In einer Studie von Kalaitzidakis et al. (2003) belegte das Journal of International Economics Platz 30 von 159 ausgewerteten Publikationen, konnte sich jedoch in einer aktualisierten Studie von Kalaitzidakis et al. (2011) auf Platz 12 von 209 verglichenen Publikationen steigern. Im wirtschaftswissenschaftlichen Publikationsranking des Tinbergen-Instituts an der Universität Amsterdam wird das Journal of International Economics in der Kategorie A („sehr gute allgemeine wirtschaftswissenschaftliche Fachzeitschriften und Spitzenzeitschriften im jeweiligen Fachgebiet“) geführt. Eine weitere Studie der französischen Ökonomen Pierre-Phillippe Combes und Laurent Linnemer listet das Journal mit Rang 15 wirtschaftswissenschaftlichen Zeitschriften in die zweitbeste Kategorie AA ein.
Der Impact Factor des Journal of International Economics lag im Jahr 2012 bei 2,086. In der Statistik des Social Sciences Citation Index wurde das Journal mit diesem Impact Factor an 41. Stelle von 333 Zeitschriften in der Kategorie Wirtschaftswissenschaften geführt.